# Julius Erving
Julius Winfield Erving II, né le 22 février 1950 à Roosevelt Island (New York), surnommé Dr. J est un des plus grands joueurs de basket-ball de l'histoire, jouant au poste d'ailier.
Il est l'inventeur du jeu moderne, aérien, spectaculaire et du free throw dunk. Il est le joueur emblématique de la défunte ligue professionnelle ABA et l'un des meilleurs joueurs de la NBA à la fin des années 1970.

## Une enfance difficile
Erving est le fils d'une femme de ménage du quartier noir et pauvre de Hempstead, situé non loin d'où jouent les Nets de New York. Dans quelques années cette gigantesque salle deviendra son antre, là où il fera vibrer la foule et deviendra riche et bientôt actionnaire important de Pepsi-Cola. Ses débuts sont difficiles, devant se lever à 4 heures du matin pour livrer des journaux et pouvoir faire vivre sa famille, avant d'aller à l'école.
D'une taille d'1 m 98, il possède bientôt les ingrédients physiques et sociaux qui feront de lui une vedette du sport moderne américain.

## Carrière avant la NBA
Avant de devenir une star médiatique en NBA, Erving fera une énorme carrière en ABA, la ligue rivale de la NBA ; aux Virginia Squires (coaché par Al Bianchi), puis aux Nets de New York.
Après une carrière importante en NCAA à l'université de Massachusetts où il tournera à 26,3 points et 20,2 rebonds, il rejoint donc l'ABA avant la fin de son cursus universitaire, la NBA ne l'autorisant pas à cette époque. À la fin de sa première saison, il est drafté par les Bucks de Milwaukee. Il tente d'aller jouer en NBA chez les Hawks d'Atlanta mais une décision de justice l'oblige à respecter son contrat avec les Virginia Squires, et il reste en ABA. En cinq saisons dans la ligue, il y gagne deux titres de champion et 3 titres de MVP.
Aux Squires, ses prétentions salariales mettent en péril l'avenir financier du club, ce qui amène la franchise à se séparer de lui dès 1973 — d'autant plus que les Squires envisagent de signer la star naissante George "the Iceman" Gervin lorsqu'il sera transféré aux Nets de New York.
Déjà à cette époque ses genoux souffraient d'arthrite et lui donnaient des signes de faiblesse, le contraignant à les enrouler dans des bandages compressés de blocs de glace.
On dit que comme Abdul-Jabbar, sa détente a fortement diminué dès cette période.
On commence à entendre parler sérieusement de Julius Erving — dit Dr J, — lors du célèbre match télévisé attendu depuis longtemps entre les All-Stars ABA et NBA où il se permet devant les caméras de contrer des deux mains Bob Lanier, le pivot-star des Pistons de Detroit, de traverser tout le terrain en dribbles et d'aller dunker avec son élégance naturelle. Le mythe Erving est né.

## Carrière en NBA

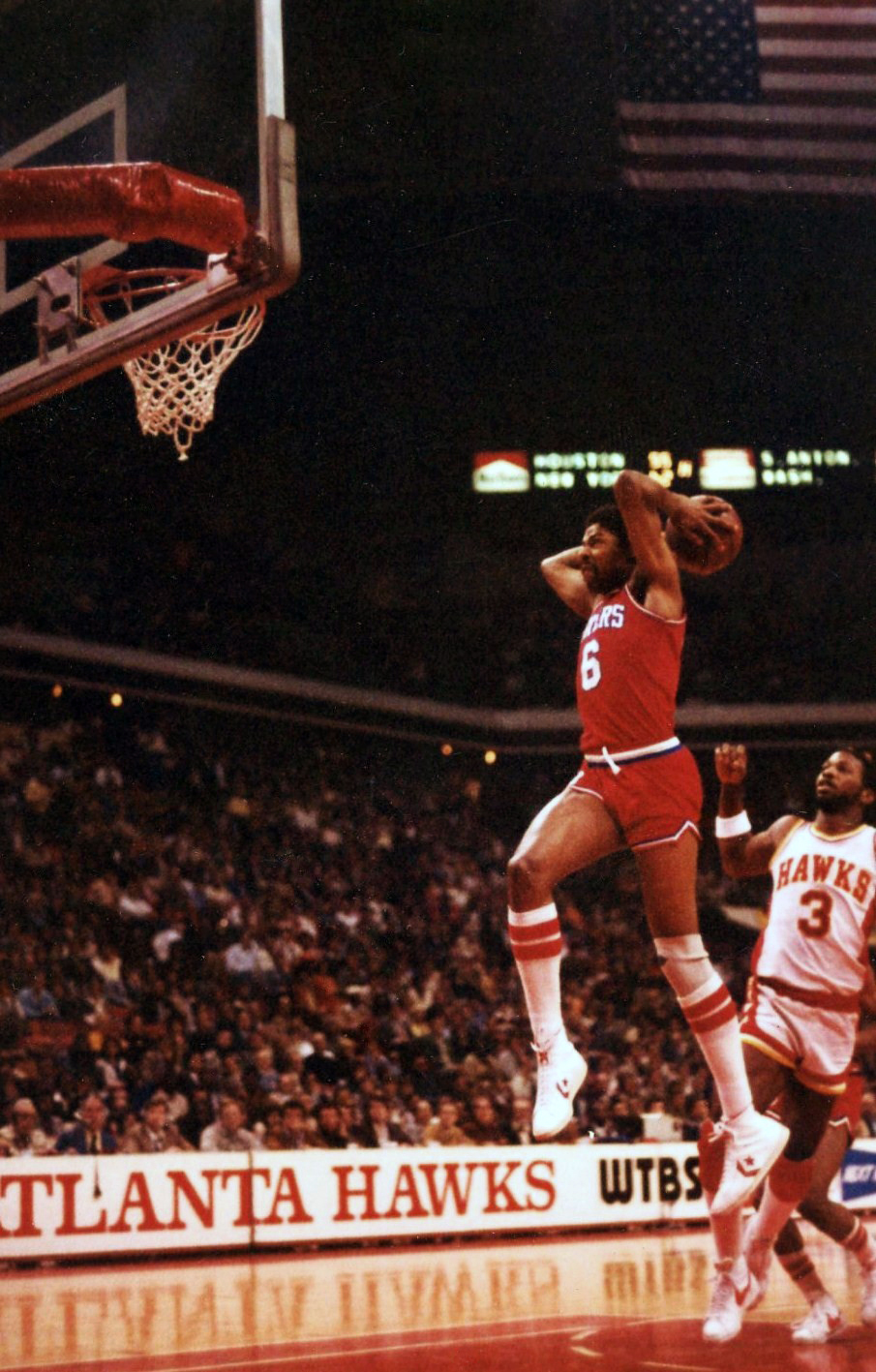
Julius Erving effectuant un dunk en 1981 sous le maillot des 76ers de Philadelphie.

À la suite de la fusion ABA-NBA, il rejoint les 76ers de Philadelphie et devient d'office l'un des joueurs les mieux payés de la ligue. Il participe ainsi à sa première finale NBA contre les Portland Trailblazers, emmenés par Bill Walton, star sortante à l'UCLA, et entraînés par Jack Ramsay, qui gagneront leur unique titre. Après une finale de conférence Est en 1978 et une demi-finale en 1979, il retrouve les finales en 1980, battu cette fois par les Lakers de Los Angeles de Magic Johnson et Kareem Abdul-Jabbar avant leur époque du "show time". Malgré la meilleure saison de sa carrière comme le prouve son titre de MVP de l'année, il perd en finale de conférence en 1981 contre les Celtics de Boston. L'année suivante, il retrouve les Lakers en finale pour une nouvelle défaite.
Il obtient enfin la consécration NBA en 1983. Avec l'arrivée de Moses Malone, MVP de l'année précédente, les Sixers possèdent maintenant l'intérieur qui leur manquait, d'autant plus qu'à l'arrière les Sixers sont bien équipés avec des meneurs comme Maurice Cheeks et Andrew Toney. Et les Lakers johnsonniens ne peuvent rivaliser en finale, sévèrement battus en quatre matches.
Après quelques blessures, il quitte la NBA en 1987, après une dernière saison en forme de tour d'honneur.
Il possède le 6e total de points en carrière, NBA et ABA comprises, avec 30 026 points.
Il rejoint le Hall of Fame en 1993.

## Clubs successifs
- 1968 - 1971 : Minutemen de l'UMass, équipe de l'université du Massachusetts à Amherst.
- 1972 - 1973 : Squires de la Virginie en ABA.
- 1973 - 1976 : Nets du New Jersey en ABA.
- 1977 - 1987 : 76ers de Philadelphie en NBA.

## Palmarès

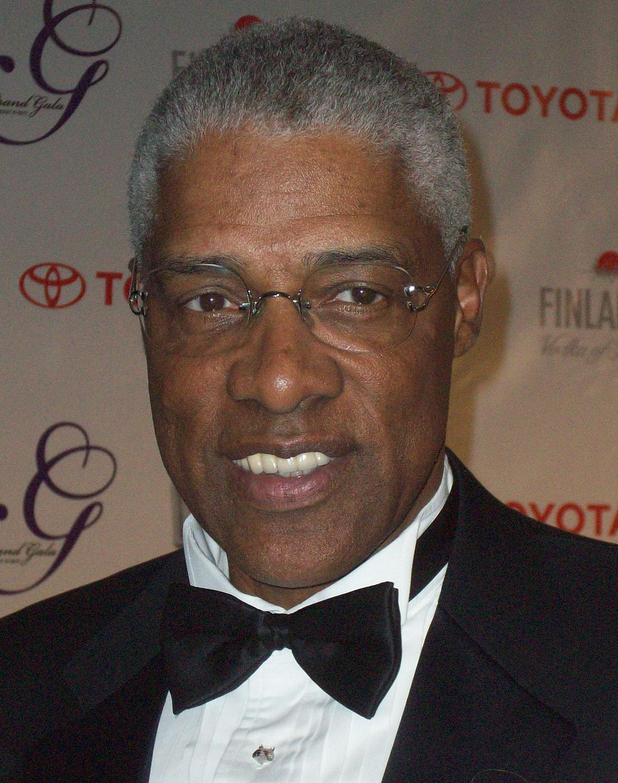
Julius Erving lors d'un gala en mai 2008.

### ABA
- Champion ABA en 1974 et 1976.
- ABA Finals Most Valuable Player Award en 1974 et 1976.
- ABA Most Valuable Player Award en 1974, 1975 et 1976.
- Meilleur marqueur en 1973, 1974 et 1976.
- 5 sélections au ABA All-Star Game.
- Vainqueur du Slam Dunk Contest en 1976
- ABA All-Rookie First Team en 1972.
- All-ABA First Team en 1973, 1974, 1975 et 1976.
- All-ABA Second Team en 1972.
- ABA All-Defensive First Team en 1976.
- Joueur ayant la meilleure efficacité sur le terrain (Player Efficiency Rating) de l'histoire de la ABA avec une note de 26,36.
- Joueur ayant la meilleure efficacité sur le terrain (Player Efficiency Rating) de l'histoire de la ABA en playoffs avec une note de 27,42.
- Joueur ayant la meilleure efficacité sur le terrain (Player Efficiency Rating) en 1973 (27,7), 1974 (25,7), 1975 (26,2), et en 1976 (28,7).
- Joueur ayant le meilleur ratio défensif sur le terrain (Defensive Rating) en 1976 (97,5).
- Joueur ayant marqué le plus de points au total sur une saison en 1974 (2299), et en 1976 (2462).
- Joueur ayant réussi le plus de tirs en 1974 (914), 1975 (914),et en 1976 (949).
- Joueur ayant tenté le plus de tirs en 1973 (1804), 1974 (1785), et en 1976 (1873).
- Joueur ayant pris le plus de rebonds offensifs en 1972 (476).
- Joueur ayant joué le plus de minutes en moyenne par match sur une saison en 1973 (42,2 minutes).
- Joueur ayant perdu le plus de ballons (turnovers) en 1972 (342).
- Son maillot, le n°32 a été retiré par les New York Nets.

### NBA
- Champion NBA en 1983.
- Finales NBA en 1977, 1980 et 1982.
- NBA Most Valuable Player Award en 1981.
- NBA All-Star Game Most Valuable Player Award en 1977 et 1984.
- 11 sélections au NBA All-Star Game.
- All-NBA First Team 1978, 1980, 1981, 1982 et en 1983.
- All-NBA Second Team 1977 et 1984.
- Joueur ayant la meilleure efficacité sur le terrain (Player Efficiency Rating) en 1980.
- 10e au classement des meilleurs joueurs de tous les temps par Slam (magazine) en 2003.
- Sélectionné parmi les Meilleurs joueurs du cinquantenaire de la NBA en 1996.
- Élu au Naismith Memorial Hall of Fame en 1993.
- Son maillot, le n°6 a été retiré par les Philadelphia Sixers.

## Statistiques
| Champion NBA | Champion ABA | MVP de la saison | Meilleur joueur de cette catégorie statistique de la saison |

gras = ses meilleures performances

### Saison régulière
| Saison        | Équipe         | Matchs | Titul. | Min./m | % Tir | % 3pts | % LF | Rbds/m. | Pass/m. | Int/m. | Ctr/m. | Pts/m. |
| ------------- | -------------- | ------ | ------ | ------ | ----- | ------ | ---- | ------- | ------- | ------ | ------ | ------ |
| 1971-1972     | Virginie (ABA) | 84     | -      | 41.8   | .498  | .188   | .745 | 15.7    | 4.0     | -      | -      | 27.3   |
| 1972-1973     | Virginie (ABA) | 71     | -      | 42.2   | .496  | .208   | .776 | 12.2    | 4.2     | 2.5    | 1.8    | 31.9   |
| 1973-1974     | New York (ABA) | 84     | -      | 40.5   | .512  | .395   | .766 | 10.7    | 5.2     | 2.3    | 2.4    | 27.4   |
| 1974-1975     | New York (ABA) | 84     | -      | 40.5   | .506  | .333   | .799 | 10.9    | 5.5     | 2.2    | 1.9    | 27.9   |
| 1975-1976     | New York (ABA) | 84     | -      | 38.6   | .507  | .330   | .801 | 11.0    | 5.0     | 2.5    | 1.9    | 29.3   |
| 1976-1977     | Philadelphie   | 82     | -      | 35.9   | .499  | -      | .777 | 8.5     | 3.7     | 1.9    | 1.4    | 21.6   |
| 1977-1978     | Philadelphie   | 74     | -      | 32.8   | .502  | -      | .845 | 6.5     | 3.8     | 1.8    | 1.3    | 20.6   |
| 1978-1979     | Philadelphie   | 78     | -      | 35.9   | .491  | -      | .745 | 7.2     | 4.6     | 1.7    | 1.3    | 23.1   |
| 1979-1980     | Philadelphie   | 78     | -      | 36.1   | .519  | .200   | .787 | 7.4     | 4.6     | 2.2    | 1.8    | 26.9   |
| 1980-1981     | Philadelphie   | 82     | -      | 35.0   | .521  | .222   | .787 | 8.0     | 4.4     | 2.1    | 1.8    | 24.6   |
| 1981-1982     | Philadelphie   | 81     | 81     | 34.4   | .546  | .273   | .763 | 6.9     | 3.9     | 2.0    | 1.7    | 24.4   |
| 1982-1983     | Philadelphie   | 72     | 72     | 33.6   | .517  | .286   | .759 | 6.8     | 3.7     | 1.6    | 1.8    | 21.4   |
| 1983-1984     | Philadelphie   | 77     | 77     | 34.8   | .512  | .333   | .754 | 6.9     | 4.0     | 1.8    | 1.8    | 22.4   |
| 1984-1985     | Philadelphie   | 78     | 78     | 32.5   | .494  | .214   | .765 | 5.3     | 3.0     | 1.7    | 1.4    | 20.0   |
| 1985-1986     | Philadelphie   | 74     | 74     | 33.4   | .480  | .281   | .785 | 5.0     | 3.4     | 1.5    | 1.1    | 18.1   |
| 1986-1987     | Philadelphie   | 60     | 60     | 32.0   | .471  | .264   | .813 | 4.4     | 3.2     | 1.3    | 1.6    | 16.8   |
| Carrière      | Carrière       | 1243   | 442    | 36.4   | .506  | .298   | .777 | 8.5     | 4.2     | 2.0    | 1.7    | 24.2   |
| All-Star Game | All-Star Game  | 11     | 11     | 28.9   | .478  | 100    | .794 | 6.4     | 3.2     | 1.6    | 1.0    | 20.1   |

### Playoffs
| MVP des finales ABA |

| Saison   | Équipe         | Matchs | Titul. | Min./m | % Tir | % 3pts | % LF | Rbds/m. | Pass/m. | Int/m. | Ctr/m. | Pts/m. |
| -------- | -------------- | ------ | ------ | ------ | ----- | ------ | ---- | ------- | ------- | ------ | ------ | ------ |
| 1972     | Virginie (ABA) | 11     | -      | 45.8   | .518  | .250   | .835 | 20.4    | 6.5     | -      | -      | 33.3   |
| 1973     | Virginie (ABA) | 5      | -      | 43.8   | .527  | .000   | .750 | 9.0     | 3.2     | -      | -      | 29.6   |
| 1974     | New York (ABA) | 14     | -      | 41.4   | .528  | .455   | .741 | 9.6     | 4.8     | 1.6    | 1.4    | 27.9   |
| 1975     | New York (ABA) | 5      | -      | 42.2   | .455  | .000   | .844 | 9.8     | 5.6     | 1.0    | 1.8    | 27.4   |
| 1976     | New York (ABA) | 13     | -      | 42.4   | .533  | .286   | .804 | 12.6    | 4.9     | 1.9    | 2.0    | 34.7   |
| 1977     | Philadelphie   | 19     | -      | 39.9   | .523  | -      | .821 | 6.4     | 4.5     | 2.2    | 1.2    | 27.3   |
| 1978     | Philadelphie   | 10     | -      | 35.8   | .489  | -      | .750 | 9.7     | 4.0     | 1.5    | 1.8    | 21.8   |
| 1979     | Philadelphie   | 9      | -      | 41.3   | .517  | -      | .761 | 7.8     | 5.9     | 2.0    | 1.9    | 25.4   |
| 1980     | Philadelphie   | 18     | -      | 38.6   | .488  | .222   | .794 | 7.6     | 4.4     | 2.0    | 2.1    | 24.4   |
| 1981     | Philadelphie   | 16     | -      | 37.0   | .475  | .000   | .757 | 7.1     | 3.4     | 1.4    | 2.6    | 22.9   |
| 1982     | Philadelphie   | 21     | -      | 37.1   | .519  | .167   | .752 | 7.4     | 4.7     | 1.8    | 1.8    | 22.0   |
| 1983     | Philadelphie   | 13     | -      | 37.9   | .450  | .000   | .721 | 7.6     | 3.4     | 1.2    | 2.1    | 18.4   |
| 1984     | Philadelphie   | 5      | -      | 38.8   | .474  | .000   | .864 | 6.4     | 5.0     | 1.6    | 1.2    | 18.2   |
| 1985     | Philadelphie   | 13     | 13     | 33.4   | .449  | .000   | .857 | 5.6     | 3.7     | 1.9    | 0.8    | 17.1   |
| 1986     | Philadelphie   | 12     | 12     | 36.1   | .450  | .182   | .738 | 5.8     | 4.2     | 0.9    | 1.3    | 17.7   |
| 1987     | Philadelphie   | 5      | 5      | 36.0   | .415  | .333   | .840 | 5.0     | 3.4     | 1.4    | 1.2    | 18.2   |
| Carrière | Carrière       | 189    | 30     | 38.9   | .496  | .224   | .784 | 8.5     | 4.4     | 1.7    | 1.7    | 24.2   |

## Anecdotes
Il est considéré par certains comme l'inventeur du slam dunk et apparait dans le film Philadelphia de Jonathan Demme avec Tom Hanks et Denzel Washington.
Il fut par ailleurs le premier à tenter, et à réussir, le Big One lors du Slam Dunk Contest de 1976. Dunk qui consiste à prendre son impulsion de la ligne des lancers francs, située à 4,60 m du panier. Ce dunk a été repris de nombreuses fois notamment par Michael Jordan qui était le premier fan de Julius Erving.
Il apparait en 2010 dans la nouvelle campagne de l'équipementier Converse, capuche blanche et cheveux blancs, son trophée de MVP à ses pieds.
Il est le père naturel de la joueuse de tennis Alexandra Stevenson, née en 1980 d'une relation adultérine avec la journaliste sportive Samantha Stevenson.

## Pour approfondir